# Metro (газета)
Metro  ― британская ежедневная газета, имеющая самый высокий тираж. Она публикуется в формате таблоида компанией DMG Media. Бесплатная газета распространяется с понедельника по пятницу (за исключением государственных праздников и периода между Сочельником и Новым годом включительно) по утрам в поездах и автобусах, а также на железнодорожных станциях/станциях метро, аэропортах и больницах в отдельных городских районах Англии, Уэльса и Шотландии. Копии также раздаются пешеходам.
Газета принадлежит компании Daily Mail and General Trust, куда входят также Daily Mail и Mail on Sunday. Будучи дочерней газетой консервативной Daily Mail, Metro никогда не поддерживала ни одну политическую партию или кандидата и утверждает, что занимает нейтральную политическую позицию в своих репортажах.